# Якименко, Анатолий Николаевич
Анатолий Николаевич Якименко (укр. Анатолій Миколайович Якименко; род. 27 августа 1953 года, с. Дегтярёвка, Черниговская область, УССР) — народный депутат СССР (1989—1991) от Черниговской области.
Избран в Верховный Совет СССР на съезде народных депутатов СССР 31 мая 1989 года.

## Биография
Окончил Киевскую сельскохозяйственную академию по специальности инженер-электрик.
На момент 1-го Съезда народных депутатов СССР — председатель колхоза «Жовтень» Новгород-Северского района Черниговской области.